# I lupi del Calla
I lupi del Calla (The Dark Tower V: Wolves of the Calla) è il quinto romanzo fantasy della serie La Torre Nera scritto da Stephen King pubblicato il 4 novembre 2003. Questo libro continua le vicende di Roland di Gilead, Eddie, Susannah, Jake e Oy e presenta al lettore la figura di Père Callahan (vedi Le notti di Salem). Il sottotitolo di questo romanzo è Resistenza.

## Trama
Dopo essere fuggiti da una Topeka alternativa e dal perfido mago Randall Flagg, il ka-tet di Roland viaggia fino a un villaggio di contadini, Calla Bryn Sturgis, dove i pistoleri incontrano Père Callahan. La gente della cittadina chiede aiuto al ka-tet contro i Lupi di Rombo di Tuono, che si presentano ogni 23 anni, a ogni generazione, per prendere un bambino da ogni coppia di gemelli. Dopo pochi mesi dal rapimento, i bambini ritornano "guasti" (roont), mentalmente menomati, destinati a crescere fino a raggiungere dimensioni spropositate e a morire giovani. Al momento dell'arrivo di Roland, manca circa un mese all'incursione dei Lupi.
Père Callahan racconta ai pistoleri la sua incredibile storia di come fuggì dal Maine dopo la sua battaglia con il vampiro Barlow (la vicenda è narrata nel romanzo di King Le notti di Salem). Da quell'incontro aveva acquisito la capacità di identificare i vampiri, che Callahan divide in tre gruppi (Tipo  Uno, Tipo Due e Tipo Tre), attraverso un'aura blu. Dopo qualche tempo aveva cominciato a uccidere i vampiri di tipo minore; in ogni modo, questo aveva fatto di lui un ricercato tra gli "uomini bassi", costringendolo all'esilio.
Alla fine è intrappolato e muore, il che gli permette di entrare nel Medio-Mondo nel 1983, proprio come fece Jake, ucciso in L'ultimo cavaliere. Appare dalle parti del Calla con una diabolica sfera nera chiamata la 'Tredici Nera', ed è aiutato dai Manni.
Non solo Roland e il ka-tet devono difendere il Calla dai Lupi, devono anche proteggere una rosa rossa che cresce in un lotto vacante tra la 2^ Avenue e la 46^ Strada a mid-town Manhattan nel 1977. Se la rosa venisse distrutta, la Torre cadrebbe con lei. Per poter tornare a New York ed evitarlo devono usare la sinistra Tredici Nera.
Come se non bastasse, Roland e Jake hanno notato cambiamenti bizzarri nel comportamento di Susannah, riconducibili agli avvenimenti raccontati in Terre desolate quando Susannah si occupò del demone nel cerchio di pietra.

## Influenze
Stephen King ha ammesso molte fonti cinematografiche d'ispirazione per questa storia, compreso il film I sette samurai di Akira Kurosawa, I magnifici sette, la trilogia dell'uomo senza nome di Sergio Leone e altre opere di Howard Hawks e John Sturges.
Le armi usate dai Lupi sembrano essere versioni funzionanti delle spade laser di Guerre stellari. I Lupi stessi sembrano basati sui robot di Dottor Destino della Marvel Comics.
Il risolutivo confronto tra Eddie e il robot Andy è un palese omaggio a 2001: Odissea nello spazio di Stanley Kubrick
I lupi utilizzano delle bombe a mano che inseguono la preda; successivamente il ka-tet troverà una cassa di tali bombe, chiamate modello Harry Potter con un chiaro riferimento ai bolidi del gioco del Quidditch.

## Numeri ISBN (edizioni in lingua originale)
- ISBN 1880418568 (copertina rigida 2003)
- ISBN 0743533518 (audiocassette 2003)
- ISBN 0743533526 (CD audio 2003)
- ISBN 0743251628 (tascabile 2005)
- ISBN 141651693X (mercato di massa 2006)

## Edizioni
- Stephen King, I lupi del Calla, traduzione di Tullio Dobner, Sperling & Kupfer, 2003,  p. 860, ISBN 88-200-3574-X.
- Stephen King, I lupi del Calla, traduzione di Tullio Dobner, Sperling & Kupfer, 2005, pp. 643.
- Stephen King, I lupi del Calla, traduzione di Tullio Dobner, Sperling & Kupfer, 2013,  p. 647, ISBN 978-88-6836-097-9.
- Stephen King, I lupi del Calla, traduzione di Tullio Dobner, Sperling & Kupfer, 2017,  p. 676, ISBN 9788868363710.